# Elżbieta Jogałła
Elżbieta Jogałła z domu Turowicz (ur. 13 marca 1940 w Goszycach) – polska romanistka, tłumaczka i dyplomatka.

## Życiorys
Ukończyła filologię romańską na Uniwersytecie Jagiellońskim. Jest tłumaczką literatury francuskiej i włoskiej. W latach 1970–1990 pracowała w Instytucie Francuskim w Krakowie. Od 1990 reprezentowała Polskę w Rzymie. Najpierw jako radczyni prasowa Ambasady, zaś w latach 1995–2001 radczyni kulturalna Ambasady RP i dyrektorka Instytutu Polskiego w Rzymie. Od 2001 do 2006 zastępczyni dyrektora Departamentu Promocji Ministerstwa Spraw Zagranicznych. Przez wiele lat współpracowała z „Przekrojem” i polskim wydaniem „L’Osservatore Romano”. Tłumaczyła m.in. Borisa Viana, René Laurentina czy Maurice'a-Edgara Coindreau.
W 2021 roku otrzymała Nagrodę „Literatury na Świecie” za przekład poematu Poemat o Rodanie w XII pieśniach. W 2022 otrzymała od prezydenta Francji order Legii Honorowej V klasy.
Wnuczka Zofii Kernowej i Janusza Gąsiorowskiego i córka Jerzego i Anny Turowiczów. Była żoną Jerzego Jogałły, z którym miała syna Łukasza (operatora filmowego) i córkę Dominikę. Wnukiem Jerzego i Elżbiety jest m.in. Pico Alexander.

## Ważniejsze przekłady
- Maurice-Edgar Coindreau(inne języki), Pamiętnik tłumacza, Książka i Wiedza, Warszawa 1979.
- Mieczysław Maliński, Mon ami Karol Wojtyła, Le Centurion, Paris 1980.
- Boris Vian, Czerwona trawa, Wydawnictwo Literackie, Kraków 1987.
- René Laurentin, Prawdziwe życie Katarzyny Labouré, Zgromadzenie Sióstr Miłosierdzia, Kraków 1995 (z Janem Dukałą).
- Marek Rostworowski, L’esprit romantique dans l’art polonais, Le Grand Palais, Paris 1997.
- Claudio Magris, Daleko, ale od czego? Joseph Roth i tradycja Żydów wschodnioeuropejskich, Austeria, Kraków 2015.
- Claudio Magris, Mit habsburski w literaturze austriackiej moderny, Austeria, Kraków 2019 (z Joanną Ugniewską).
- Frederi Mistral, Poemat o Rodanie w XII pieśniach. Lou pouèmo dóu Rose en XII cant, Austeria, Kraków 2021.